# Аскольд (корвет)
«Аскольд» — парусно-винтовой корвет 17-пушечного ранга Российского императорского флота, участник кругосветных плаваний.

## Постройка

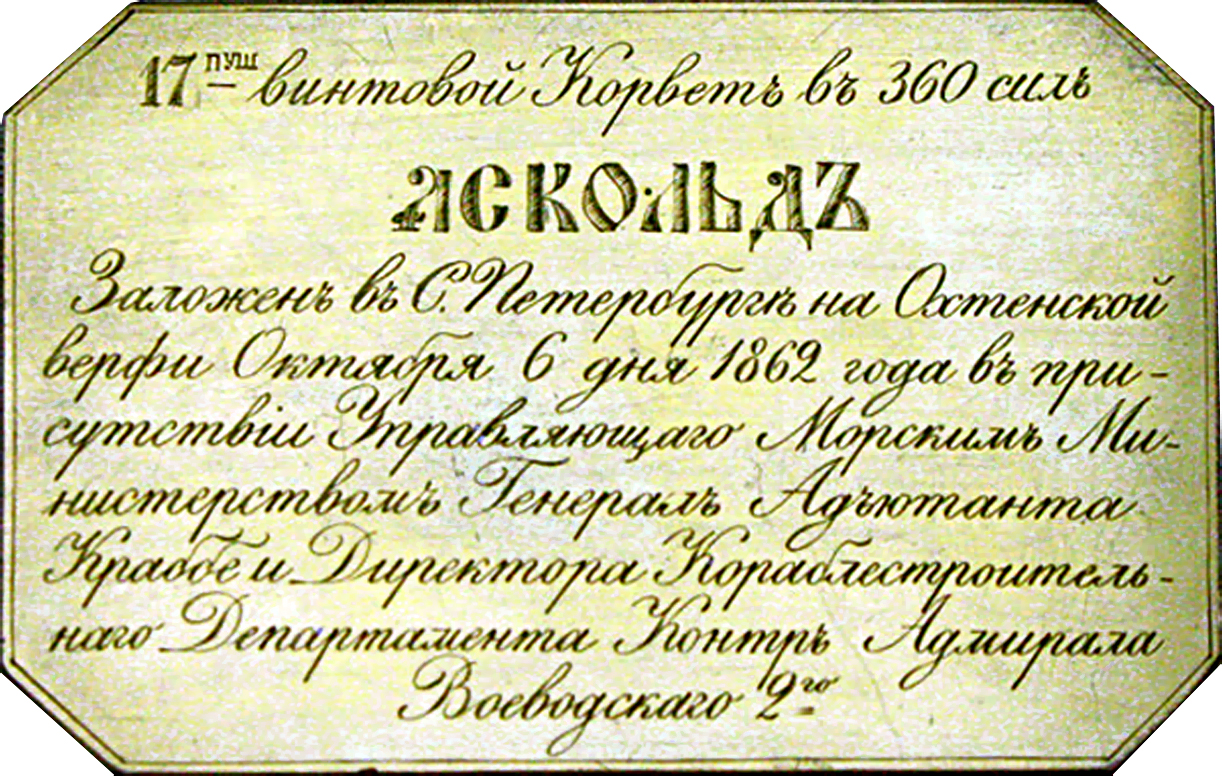
Закладная доска

Для демонстрации Российского флага в мировом океане требовались корабли большего водоизмещения — в связи с этим, Морское министерство предприняло постройку серии корветов «17-пушечного ранга». Проект новых корветов был разработан штабс-капитаном Н. Г. Коршиковым. Винтовой корвет зачислен в списки флота 16 декабря 1861 года. Заложен по подряду с купцом 1-й гильдии С. Г. Кудрявцевым в Петербурге 6 октября 1862 года на Охтенской верфи. Строительство велось под руководством младшего судостроителя Петербургского порта штабс-капитана Л. Г. Шведе. Корвет спущен на воду 15 октября 1863 года. Вступил в строй в 1864 году. Первым командиром корвета назначен капитан-лейтенант П. И. Полозов.

## Конструкция
Корпус был выстроен из дуба с частью тика, лиственницы и сосны. Номинальное водоизмещение по проекту составляло 2155 тонн, после спуска — 2217 тонн. Длина корпуса по верхней палубе равнялась 66,3 метра, и 75 метров — между перпендикулярами. Ширина корпуса на мидельшпангоуте достигала 12,1 метра. Максимальная осадка в грузу составляла 6,24 метра; средняя осадка носом была 5,3 метра, 5,9 метра — кормой.
Силовая установка состояла из одной паровой машины в 360 н. л. с., которая была изготовлена для винтового фрегата «Аскольд» в гальванопластическом заведении Петербурга (завод Берда - ?), а после его списания передана на строящийся корвет. В 1861 году её перебрали на Кронштадтском пароходном заводе. Корвет развивал скорость хода под парами до 11 узлов и до 10 узлов под парусами.
Первоначальное вооружение составляли семнадцать 196-мм гладкоствольных бомбических пушек. В начале 1870-х годов корвет прошёл перевооружение, новый набор артиллерии состоял из пяти 152-мм и четырёх 4-фунтовых нарезных орудий, при этом было изменено устройство орудийных портов, а также корпус подвергся ряду переделок.
По штатному расписанию 1864 года команда корвета состояла из 340 человек — 18 офицеров и 322 нижних чина. По штатному расписанию 1874 года команда насчитывала 26 офицеров и 312 матросов и унтер-офицеров, всего 338 человек.
За создание корвета Л. Г. Шведе получил бриллиантовый перстень

## Служба
«Аскольд» включён в состав Балтийского флота в 1863 году и после вооружения, с 1864 года приступил к несению службы. В конце 1864 года корвет зачислен в эскадру Тихого океана контр-адмирала Ф. С. Керна.
- капитан-лейтенант Пётр Полозов (командир)
- адъютант Его императорского высочества генерал-адмирала лейтенант Михаил Лазарев (старший офицер)
- лейтенант барон Конрад Бистром (ревизор)
- лейтенант Фёдор Энгельм (начальник 1-й вахты)
- лейтенант Иван Камнев (начальник 2-й вахты)
- лейтенант Николай Коленкин (начальник 3-й вахты)
- лейтенант Максимилиан Крупскопф (начальник 4-й вахты)
- мичман Николай Бландов (помощник начальника 3-й вахты)
- мичман Алексей Власьев (помощник начальника 4-й вахты)
- корпуса морской артиллерии прапорщик Михаил Челягин (артиллерийский офицер)
- корпуса флотских штурманов подпоручик Иван Елизаров (старший штурман)
- корпуса флотских штурманов прапорщик Иван Игнатьев (младший штурман)
- корпуса инженер-механиков флота подпоручик Дмитрий Бурцов (старший механик)
- корпуса инженер-механиков флота прапорщик Андрей Петренко (младший механик)
- корпуса инженер-механиков флота прапорщик Пётр Ставицкий (младший механик)
- корпуса корабельных инженеров прапорщик Виктор Тягельский (корабельный инженер)
- кронштадтского морского госпиталя коллежский асессор Платон Садоков (врач)
- гардемарин Николай Азарьев
- гардемарин Павел Зеленой 9-й
- гардемарин князь Яков Шаховской
- гардемарин Рихард Дикер
- гардемарин Владимир Бабицын
- корпуса флотских штурманов кондуктор Владимир Румянцев
- корпуса инженер-механиков флота кондуктор Юрий Юрисон
- корпуса инженер-механиков флота кондуктор Николай Соколов
- корпуса инженер-механиков флота кондуктор Семён Завьялов
- корпуса инженер-механиков флота юнкер Николай Барташевский
- 10 флотского экипажа юнкер Владимир Краевский
- корпуса морской артиллерии унтер-офицер 1-го класса Александр Архангельский
- Новгородского Хутынского монастыря иеромонах Венедикт
- лейтенант Константин Старицкий по рекомендации президента Академии наук адмирала Ф. П. Литке приписан к экипажу для астрономических и магнитных наблюдений по специальной программе

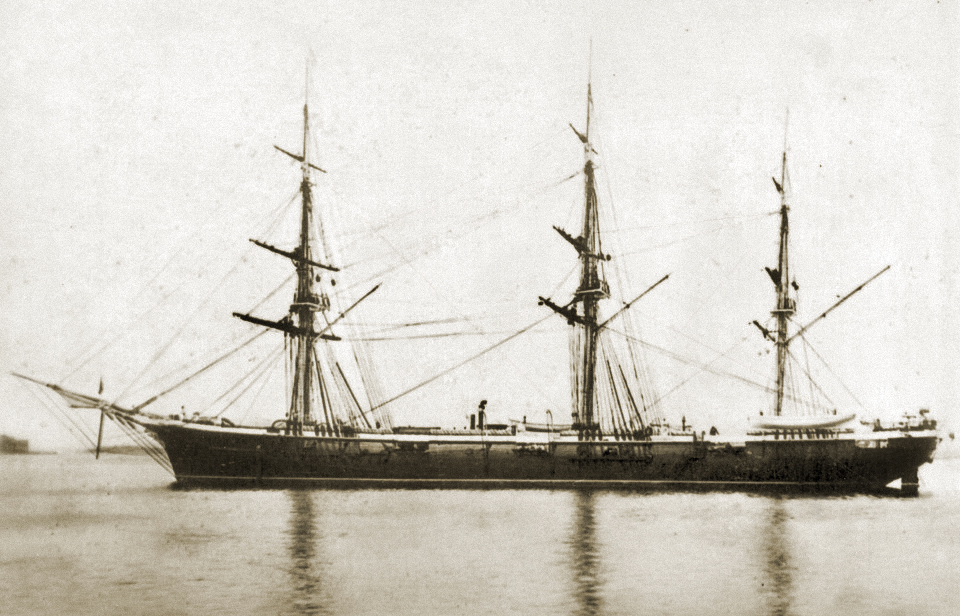

В мае начальник эскадры перенёс свой брейд-вымпел на «Аскольд». 31 июля 1865 года «Аскольд» под командованием капитан-лейтенанта П. И. Полозова вышел из Кронштадта и 4 августа пришёл на Копенгагенский рейд, где в это время проходил ремонт фрегат «Пересвет». Дождавшись клипер «Изумруд», канонерскую лодку «Соболь» и шхуну «Алеут», 17 августа корабли ушли в Шербур, расставшись с другими кораблями, «Аскольд» зашёл для пополнения запаса угля в Лиссабон, и 2 октября отправился дальше. 11 ноября прибыл на рейд Рио-де-Жанейро, где уже находился клипер «Изумруд». На следующий день пришла канонерская лодка «Соболь». 27 ноября «Аскольд» взял курс на мыс Доброй Надежды. Пройдя Индийский океан и выполнив ряд исследований, корвет зашёл в Гонконг для пополнения запаса угля, после чего 18 марта 1866 года ушёл в Шанхай, где де-факто поступил в состав эскадры Тихого океана. Из Шанхая «Аскольд» отправился в устье реки Вусунг, где соединился с «Изумрудом» и 1 мая корабли ушли в Нагасаки. 5 мая они прибыли к месту назначения и встретили там корвет «Варяг». «Аскольд» оставался на рейде до 24 мая, после чего перешёл в Хакодате. Далее, посетив Нагасаки, отправился в залив Посьета для выполнения астрономических наблюдений. По завершении работ корвет вновь ушёл в Нагасаки, зайдя 24 августа в Эдо. С 28 августа по 17 октября «Аскольд» и «Изумруд» оставались на нагасакском рейде. В ноябре для прохождения морской практики на корвет поступил учащийся Николаевского морского училища Степан Макаров. В декабре, находясь в Шанхае, контр-адмирал Ф. С. Керн получил приказ о возвращении эскадры в Россию. Лейтенант К. С. Старицкий остался на Дальнем Востоке продолжать свои исследования. В обратный путь «Аскольд» и «Изумруд» отправились вместе. Посетив Батавию (ныне Джакарта), 22 декабря в Зондскои проливе корабли разошлись. Преодолев Индийский океан, «Аскольд» стал на рейд Саймонстауна 25 января 1867 года, а 29 января обогнув мыс Доброй Надежды, в Столовой бухте, где уже находились «Изумруд» и «Варяг». 5 февраля «Аскольд» продолжил возвращение в Россию. 25 апреля «Аскольд» и «Варяг» зашли на рейд Копенгагена, а оттуда отправились в Ригу. 30 апреля «Аскольд», «Варяг» и «Изумруд» зашли на рейд. Здесь брейд-вымпел начальника эскадры был перенесён на «Варяг». По распоряжению Великого князя корабли отправились в Фальстербу, где 10 мая на борт «Варяга» поднялся Великий князь и король Датский. 23 мая корабли пришли в Копенгаген, после чего с Большого копенгагенского рейда они вернулись на Рижский рейд. 28 числа корабли ошвартовались в Гельсингфорсе, а 29 в Кронштадте. Приказом № 175 от 11 июня 1867 года «Аскольд», «Изумруд» и «Варяг» переклассфицированы из I ранга во II ранг.
В 1867 году «Аскольд» пришёл в Пирей, где сменил корвет «Витязь» в составе эскадры Средиземного моря. С 1866 года, в связи с критским восстанием 1866—1869 годов и осадой Кандии Турками, корабли русской эскадры совместно с английскими, французскими, итальянскими и австрийскими кораблями занимались перевозкой греческого населения города Кандия (ныне Ираклион) с острова Крит на материк. Всего на русских кораблях было перевезено 24 917 человек. Также русские моряки жертвовали деньги и личные вещи для раздачи беженцам.

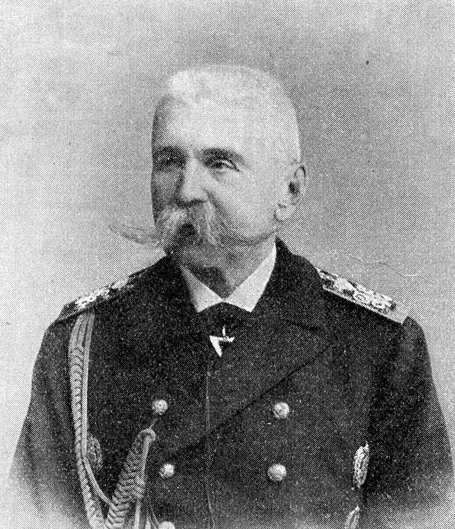
Н. И. Казнаков

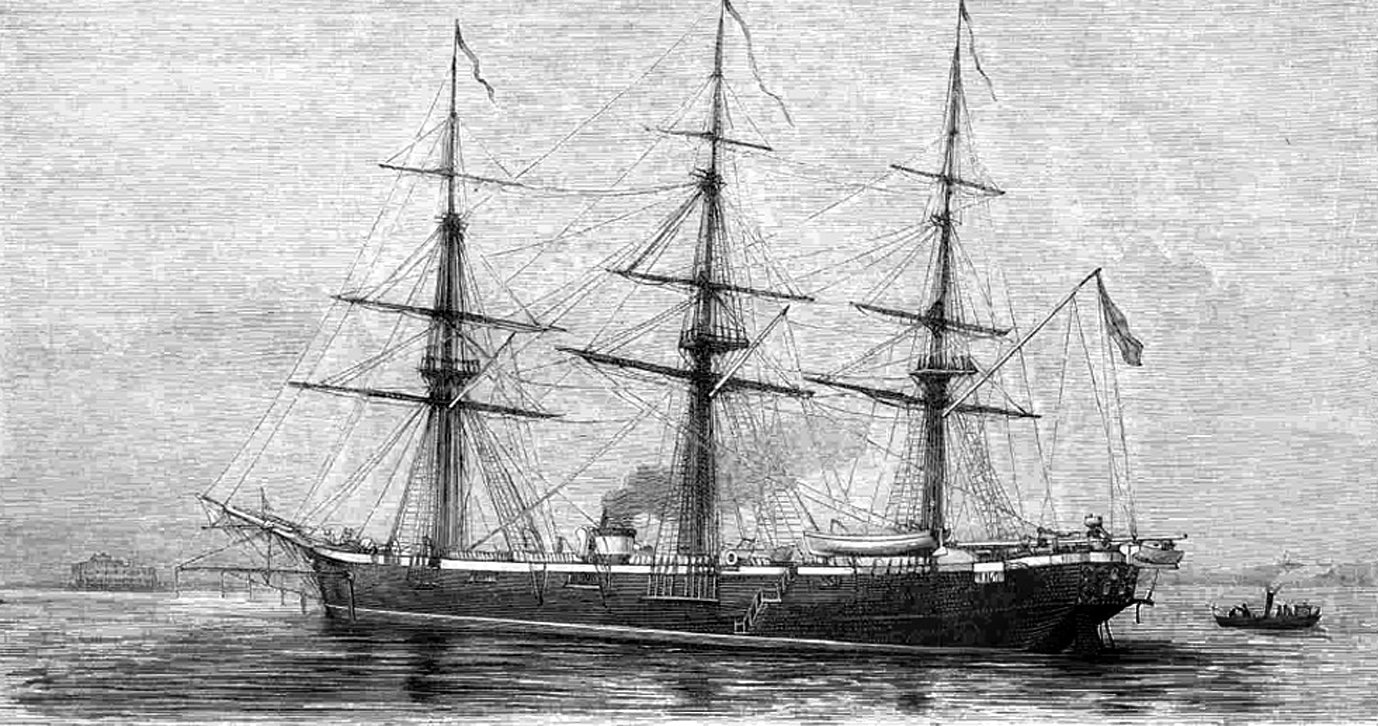
Аскольд в Кронштадте

- капитан-лейтенант Николай Казнаков (командир)
- лейтенант Константин Боиль (старший офицер)
- лейтенант барон Конрад Бистром (командир роты, начальник 1-й вахты)
- лейтенант Александр Сиденснер (начальник 2-й вахты)
- лейтенант Николай Бландов (начальник 3-й вахты)
- мичман Сергей Зарин (начальник 4-й вахты)
- мичман князь Яков Шаховский (ревизор)
- мичман Владимир Бабицын (помощник начальника 2-й вахты)
- мичман князь Сергей Ухтомский (помощник начальника 3-й вахты)
- мичман Михаил Левицкий (помощник начальника 4-й вахты)
- корпуса морской артиллерии прапорщик Михаил Челягин (старший артиллерийский офицер)
- корпуса флотских штурманов штабс-капитан Иван Елизаров (старший штурманский офицер)
- корпуса флотских штурманов подпоручик Иван Игнатьев (младший штурманский офицер)
- корпуса инженер-механиков флота поручик Михаил Венецкий (старший механик)
- корпуса инженер-механиков флота подпоручик Андрей Петренко (младший механик)
- корпуса инженер-механиков флота прапорщик Николай Олюнин (младший механик)
- коллежский асессор Аркадий Облачинский (судовой врач)
- гардемарин Николай Кирсанов
- гардемарин Антон Березовский
- гардемарин Илья Игнатьев
- гардемарин Рафаил Лунин
- гардемарин Алексей Варунов
- гардемарин Николай Антюков
- гардемарин Николай Максимов
- корпуса флотских штурманов кондуктор Константин Закаров
- корпуса инженер-механиков флота кондуктор Владимир Васильев
- корпуса инженер-механиков флота кондуктор Михаил Белин
- корпуса инженер-механиков флота кондуктор Анатолий Костальский
- корпуса инженер-механиков флота кондуктор Николай Лозавицкий
- корпуса инженер-механиков флота кондуктор Захар Иванов
- корпуса морской артиллерии унтер-офицер 1-го класса Алексей Архангельский
- корпуса морской артиллерии унтер-офицер 1-го класса Алексей Щербинин
- корпуса инженер-механиков флота унтер-офицер 1-го класса Григорий Тиханов
- Новгородского Хутынского монастыря иеромонах Венедикт
- 24 унтер-офицера
- 309 нижних чина

1 января 1868 года П. И. Полозов произведён в чин капитана 2-го ранга, а 22 апреля назначен состоять чиновником особых поручений V-го класса при управляющем Морским Министерством, а на должность командира корвета «Аскольд» в этот же день назначен капитан-лейтенант Н. И. Казнаков. В 1868 году «Аскольд» назначен состоять в средиземноморской эскадре контр-адмирала И. И. Бутакова. После вооружения и снаряжения, корвет вышел в Средиземное море в августе. Совершив визиты в Шербур, Гибралтар и Мальту, 24 сентября вышел в крейсерство вдоль острова Панте-Ллакия, в октябре—ноябре крейсерство в греческих водах от Пирея до Кандии. С декабря до конца февраля 1869 года крейсерство вдоль Архипелага. 3 марта приказом за номером 34 фрегат «Ослябя» и корвет «Аскольд» перечислены из 10-го флотского экипажа в 1-й отряд 2-го флотского экипажа. 13 апреля, во время пребывания на острове Корфу, часть офицеров корвета приняли участие в торжественном шествии с мощами святого угодника Спиридония. Крейсерство корвета в водах Архипелага продолжалось до августа, и в сентябре «Аскольд» пришёл в Кронштадт. 2 октября корвет посетил Его высочество Великий князь генерал-адмирал. 5 октября главный командир кронштадтского порта военный губернатор Кронштадта С. С. Лесовский произвёл смотр корвета. В ходе смотра было произведено шлюпочное учение с десантом и артиллерийские стрельбы, после проверки гардемарин, С. С. Лесовский отдал приказ об окончании кампании. 6 октября корвет был разоружён, а на следующий день втянут в гавань для зимовки. В 1871—1872 годах тимберован в Кронштадте, также были установлены новые котлы.

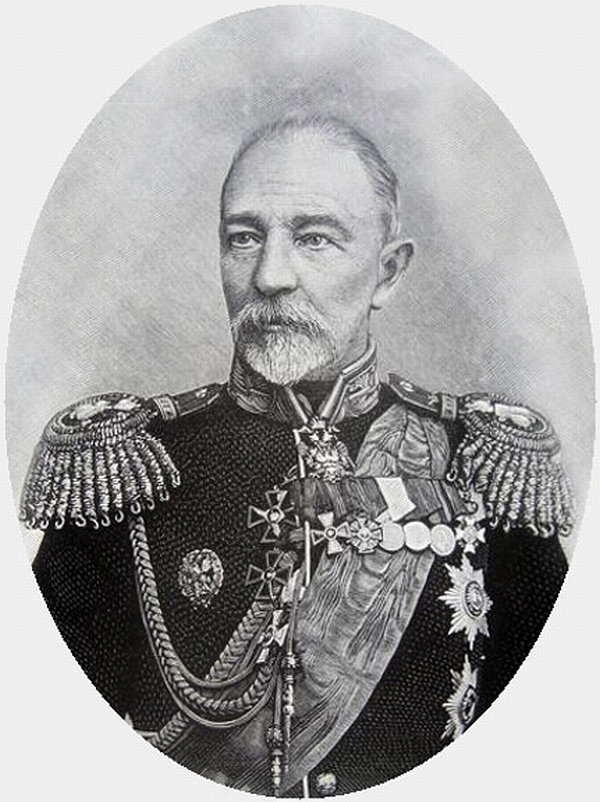
П. П. Тыртов

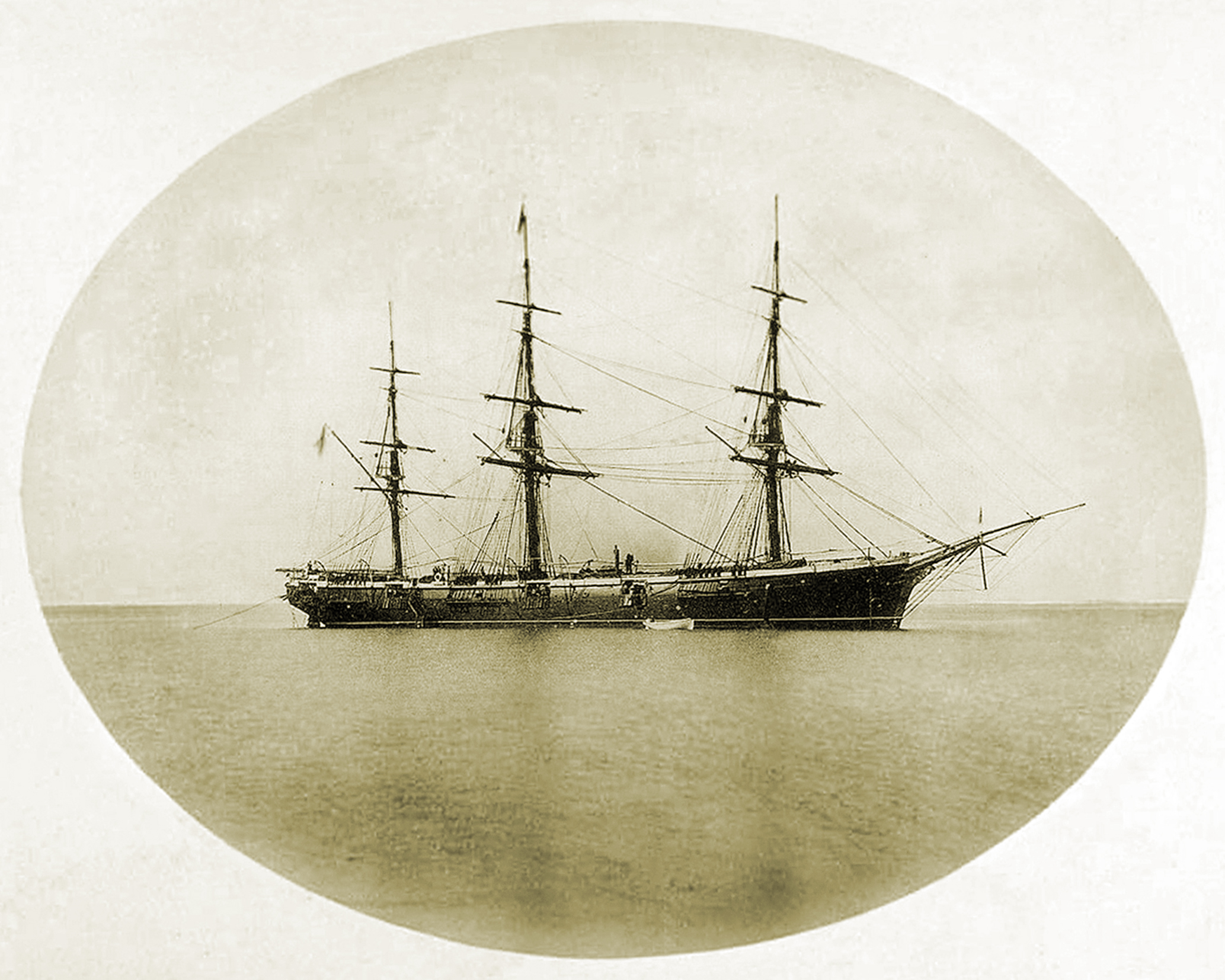
Аскольд на рейде Гонолулу, 1873 год

1 января 1872 года на должность командира корвета «Аскольд» назначен капитан-лейтенант П. П. Тыртов. А сам корвет отправлен на Дальний Восток России в эскадру Тихого океана под командованием капитана 2-го ранга В. Н. Попова. 28 октября корвет снялся с якоря и вышел с кронштадтского рейда. После посещения Киля и Шербура, корвет 22 декабря зашёл на рейд Плимута, где его задержала разыгравшаяся непогода до 3 января 1873 года. Выйдя вновь в море, штормом на корвете оборвало штуртрос, ватер-штаги бушприта, унесло шлюпку и треснул бушприт. 10 января корвет вернулся в Плимут для исправлений. Со 2 по 14 февраля переход до Порто-Гранде (остров Сан-Висенти). Далее переход до Буэнос-Айреса. С 14 апреля корвет оставил Буэнос-Айрес и пройдя Магелланов пролив, 31 мая прибыл в Вальпараисо. После отдыха экипажа и получения снабжения, «Аскольд» ушёл в Гонолулу и далее в Нагасаки. В октябре 1873 года корвет пришёл в Шанхай.
с 1 января 1874 года П. П. Тыртов произведён в чин капитана 2-го ранга. 15 ноября 1874 года «Аскольд», «Всадник» и «Богатырь» вышли из Нагасаки и пошли в китайские порты. 18 ноября «Аскольд» зашёл в устье реки Вусунг, а 25 ноября стал на якорь возле Шанхая. Далее прошли парусные, десантные и артиллерийские учения. В декабре «Аскольд» посетил Гонконг и Нагасаки, после чего пришёл в Шанхай и оставался в порту до весны 1875 года.
С началом навигации 1875 года, «Аскольд» перешёл во Владивосток, где был назначен флагманским кораблём отряда контр-адмирала Ф. Я. Брюммера, а с 24 марта сменившего его на этом посту контр-адмирала О. П. Пузино. Летом эскадра была назначена состоять при комиссии по обмену японской части Сахалина на несколько русских островов Курильской гряды. 1 июня «Аскольд» под флагом контр-адмирала ушёл в Хакодате. Там уже находились «Всадник» и «Гайдамак». 7 июня «Аскольд» с канцлером А. М. Горчаковым на борту и «Всадник» ушли в Йокогаму, а «Гайдамак» был отправлен в Петропавловский порт. 2 июля корабли из Йокогамы ушли в Кобэ затем, 6 июля, «Всадник» вернулся в Йокогаму. Далее корабли ушли в инспекционную поездку, а «Аскольд» отправился на Балтику. По прибытии, в связи с обострением обстановки на Балканах, корвет вновь зачислен в 10-й флотский экипаж и включён в состав эскадры Средиземного моря контр-адмирала И. И. Бутакова. В её состав вошли фрегат «Петропавловск», фрегат «Светлана», корветы «Аскольд» и «Богатырь», клипер «Крейсер» и две шхуны. Эскадра была соединена после ухудшения отношений с Великобританией, в связи с поддержанием российским правительством антитурецкого восстания в Болгарии и перспективой начала новой русско-турецкой войны, она была развёрнута в Атлантическом океане и в Средиземном море.
К июлю 1876 года «Петропавловск», «Аскольд» и шхуна «Псезуапе» уже находились в Смирне. 14 июля из Пирея пришла «Светлана». 24 августа из Сиры пришёл «Крейсер». С 1 октября «Светлана» отправлена сопровождать императорскую яхту «Ливадия». Остальные корабли под флагом И. И. Бутакова получили распоряжение следовать в Триест, но зайдя в Неаполь, 12 октября И. И. Бутаков получил приказание завершить текущие дела и снарядить все корабли эскадры всем необходимым для продолжительного плавания, за исключением черноморских и «Петропавловска», признанного ненадёжным для океанского плавания. Совершив визит в Специю, «Аскольд» пришёл в Генуя за снабжением. 11 ноября, приняв полные запасы по нормам военного времени, эскадра отправилась в порты Северо-Американских штатов (САСШ). Позже, в истории, этот поход получил название «Вторая экспедиция русского флота к берегам Северной Америки». «Аскольд» ушёл 20 ноября. 27 декабря в Чарльстон прибыл «Богатырь», 31 декабря в Хэмптон пришла «Светлана», 12 января 1877 года в Чарльстон пришёл «Аскольд», 4 февраля в Нью-Йорк пришёл «Крейсер». К марту 1877 года вся эскадра сосредоточилась на рейде Нью-Йорка. В случае разрыва отношений с Англией, корабли должны были приступить к крейсерским операциям в Атлантическом океане. В связи с тем, что Англия не пошла на открытый конфликт с Россией, то 29 апреля эскадра была отозвана на Балтику. Но, ещё на переходе, по заходу в Брест её расформировали. 22 сентября 1877 года приказом за номером 1261 П. П. Тыртов был произведён в капитаны 1-го ранга.

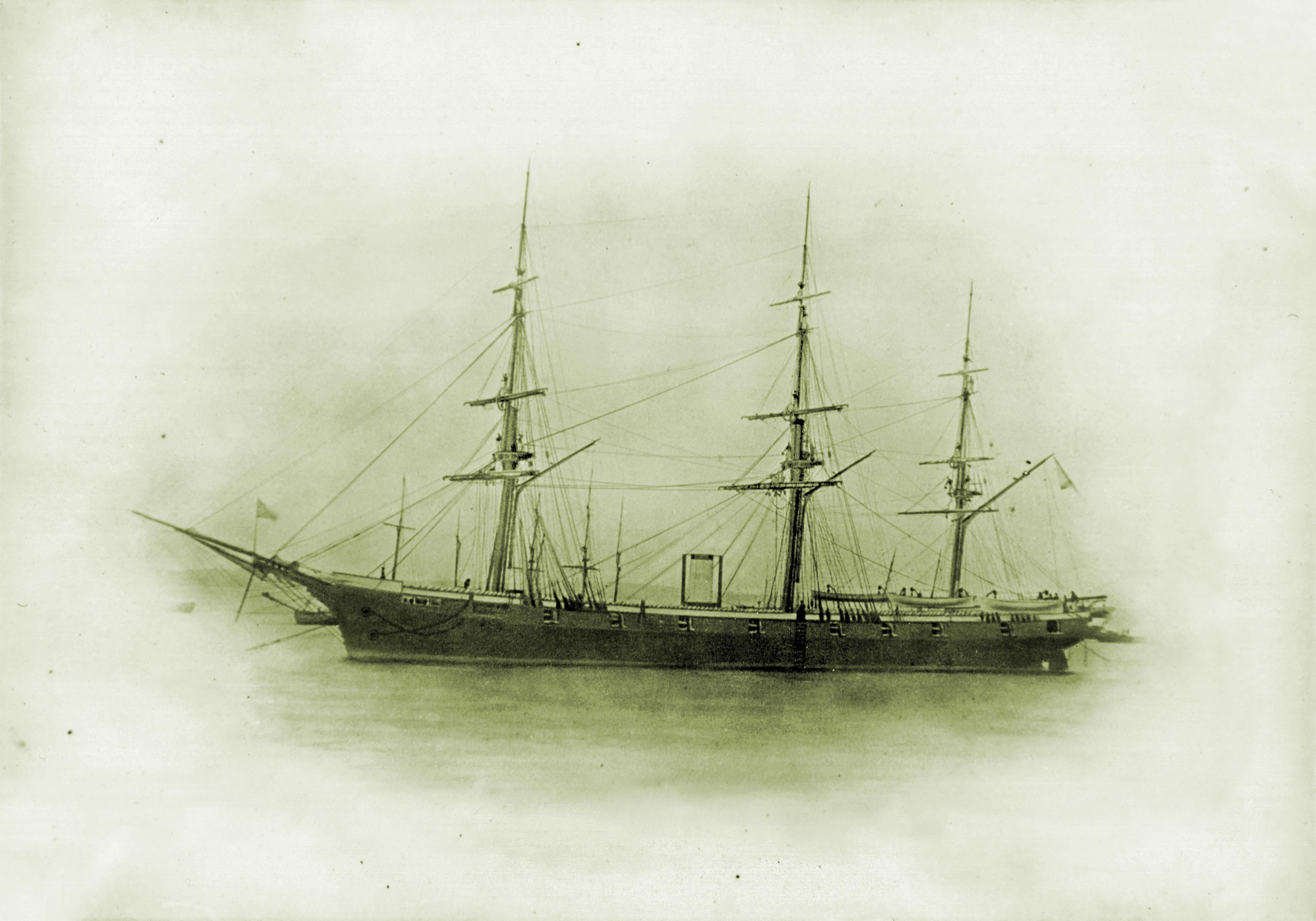

В 1878 году «Аскольд» входил в состав отряда обороны южного фарватера.
Условия заключённого Сан-Стефанского мира после окончания русско-турецкой войны не устроили Англию, что привело к некоторым демаршам и военным приготовлениям с её стороны. Поэтому к марту 1878 года Л. П. Семечкиным был разработан новый план крейсерской войны против Англии, он же был назначен руководителем этой «крейсерской экспедиции». По этому плану предполагалось задействовать фрегат «Князь Пожарский», корвет «Аскольд» и клипер «Джигит», а также вновь приобретённые быстроходные пароходы, переоборудованные в крейсера. Командовать эскадрой поставлен контр-адмирал барон О. Р. Штакельберг. План был проработан достаточно подробно — с точками рандеву, зонами операций, портами заправки, организацией агентуры в иностранных портах. Он также предусматривал систему опознавания «свой-чужой»; вариативность действий кораблей, учитывающую наличные боевой силы и оживлённость того или иного торгового пути; смену районов крейсерства; дублирование мест встреч и пополнения запасов. Корабли должны были выйти вместе из Кронштадта, после чего, «Князь Пожарский» вставал в испанском порту Виго, а «Аскольд» и «Джигит» в норвежском порту Берген. С началом военных действий, определённый как «день Х» «Аскольд» и «Джигит» направлялись к северо-западу от английских берегов, а через двое суток начинали медленный переход к Азорским островам, данный маршрут был назван «крейсерский круг А». «Князь Пожарский» пройдя по «крейсерскому кругу Б» и «крейсерскому кругу В» также должен был подойти к Азорским островам. Спустя сутки от «дня Х» из Америки направлялись к Азорам три купленных крейсера по «крейсерскому кругу З» и «крейсерскому кругу В». После трёхдневного пополнения запасов в бухте Понта Кабьера, корабли приступали к операциям на «крейсерском круге Ж» (мыс Доброй Надежды — Ла-Манш); «крейсерском круге Л» (Англия — Нью-Орлеан); «крейсерском круге Г» (Гибралтар — Северная Америка). На сто двадцатый день от «дня Х» корабли вновь собирались у Азорских островов, после чего «Князь Пожарский» переходил в южную часть Тихого океана, «Аскольд» и «Джигит» отправлялись в Индийский океан, а другие корабли оставались в Атлантике. После подписания 1 июля 1878 года Берлинского трактата международные отношения несколько стабилизировались, и эскадра была расформирована. В июле корвет участвовал в учениях Балтийского флота, и в смотре по их завершении. В октябре корвет вновь переведён во 2-й флотский экипаж, а с 7 октября приказом за номером 120 к нему были приписаны две миноноски — «Голубь» и «Горлица».
В 1880—1881 годах «Аскольд» входил в состав эскадры Средиземного моря. В ходе этого плавания посетил Гибралтар, Неаполь, Пирей, Каптори, Триест. с 18 мая по 17 июня 1881 года крейсерство вдоль Архипелага. 17 июня корвет пришёл в Пирей, откуда 25 июля прибыл в Кадикс, далее зайдя в Шербур и Киль прибыл в Кронштадт в сентябре.
12 апреля 1882 года Высочайшем приказом за номером 62 на должность командира назначен капитан-лейтенант Давыдов 3-й. С 27 мая по 28 августа практическое плавание с воспитанниками Морского училища в составе отряда судов Морского училища старшего флаг-офицера В. Д. Спицына. Учения прошли на Тронгзундском рейде. После учений у гардемарин был принят экзамен.
В 1883 году практическое плавание до Стокгольма с воспитанниками морского училища. Старший учебной части — ротный командир училища капитан-лейтенант М. П. Верховский.
14 июля 1885 года Высочайшим приказом за номером 83 корвет «Аскольд» был переведён из кораблей II ранга в I ранг.
В 1890 году корвет сдан к кронштадтскому порту. 31 июля 1893 года выведен из боевого состава, после чего переоборудован в блокшив, с присвоением номера 10.

## Известные люди служившие на корабле

### Командиры
- хх.хх.1863 — 22.04.1868 — капитан-лейтенант (с 01.01.1868 капитан 2-го ранга) Полозов, Пётр Иванович
- 22.04.1868 — 01.01.1870 — капитан-лейтенант Казнаков, Николай Иванович
- 01.01.1870 — 01.01.1871 — капитан-лейтенант (с 17.04.1870 года капитан 2-го ранга[25]) Попов, Василий Иванович
- 25.01.1871 — 17.01.1872 — капитан-лейтенант Клочков, Николай Ефимович
- 17.01.1872 — 05.05.1880 — капитан-лейтенант (с 01.01.1874 года капитан 2-го ранга, с 22.08.1877 года капитан 1-го ранга) Тыртов, Павел Петрович
- 12.05.1880 — хх.хх.1882 — капитан 2-го ранга (с 01.01.1881 капитан 1-го ранга) Дек, Пётр Карлович
- 12.04.1882 — хх.хх.1885 — капитан 1-го ранга Давыдов, Владимир Алексеевич
- хх.хх.1885 — хх.хх.1886 — капитан 2-го ранга Мессер, Владимир Павлович
- 12.01.1887 — хх.хх.1889 — капитан 1-го ранга Амосов, Фёдор Иванович

### Старшие офицеры
- 11.03.1872[26]—16.04.1872 лейтенант Деливрон, Андрей Карлович
- ??.??.1879—10.04.1882 лейтенант Чухнин, Григорий Павлович
- ??.??.1886—26.08.1889 капитан 2-го ранга Штакельберг, Эвальд Антонович
- 26.08.1889—17.07.1890 капитан 2-го ранга Зацарённый, Василий Максимович
- 17.07.1890—??.??.1890 капитан 2-го ранга Штакельберг Эвальд Антонович

### Другие должности
- ??.??.1865—??.??.1867 КФШ поручик И. И. Елизаров
- ??.07.1872—??.??.1874 лейтенант Ломен, Лев Николаевич
- ??.??.187?—??.??.187? Деливрон, Антон Карлович
- ??.??.1879—??.??.1879 минный офицер КМА мичман Дабич, Николай Дмитриевич
- 23.08.1880—??.??.1884 минный офицер КМА мичман (с 17 января 1882 года лейтенант) Дабич Николай Дмитриевич
- ??.??.1881—??.??.1882 вахтенный начальник лейтенант Загорянский-Кисель, Аполлинарий Сергеевич
- 04.10.1872–01.06.1876 Павел Иванович Ибис (нем. Paul Ibis) — русский морской офицер, участник кругосветного плавания  c 4 октября 1872 г. по 1 июня 1876 г.  на корвете «Аскольд», совершил в одиночку «этнографическое путешествие» на Формозу (Тайвань). Пройдя за 1,5 месяца из порта Такао на самый юг, а затем на север острова, Ибис собрал, систематизировал и опубликовал в двух статьях на русском (Морской сборник, 1876) и немецком (Globus, 1877) языках уникальные этнологические материалы о коренных и пришлых формозцах

Проходили морское обучение (практику)
- ??.11.1866—31.05.1867 КФШ юнкер Макаров Степан Осипович
- 18.11.1876—14.07.1877 гардемарин Успенский Иван Петрович
- ??.??.1877—??.??.1877 гардемарин Дабич Николай Дмитриевич
- 27.05.1882—28.08.1882 гардемарин Крылов Алексей Николаевич
- ??.??.1883—??.??.1883 гардемарин Вагнер Пётр Николаевич
- 05.07.1884—25.09.1884 гардемарин Корнильев Александр Алексеевич

## Память
- В честь корвета «Аскольд» названа одна из банок в Японском море (банка Аскольд, Японское море, Татарский пролив, у залива Советская Гавань, банка открыта в 1886 году корветом «Аскольд», тогда же присвоено название)[27].
- В 1879 году вновь введённый встрой маяк в Амурском лимане был назван в честь корвета — Аскольд.
- Писатель Максимов Александр Яковлевич опубликовал воспоминания после путешествия на Дальний Восток на корвете «Аскольд»:
  - Максимов А. Я. Вокруг света: Плавание корвета «Аскольд»: От Кронштадта до Бангкока. — СПб.: ред. журн. «Всемирный путешественник», 1876. — 480 с.
  - Максимов А. Я. Корвет Аскольд вокруг света. — СПб., 1910. — 366 с.